# درخت (فیلم ۱۹۹۳)
«درخت» (انگلیسی: The Tree (1993 film)) یک فیلم به کارگردانی تاد فیلد است که در سال ۱۹۹۳ منتشر شد.